# William Miller (graveur)
Pour les articles homonymes, voir William Miller et Miller.
 (décembre 2016).
William Miller, né le 28 mai 1796 à Édimbourg et mort le 20 janvier 1882 à Sheffield est un quaker, graveur et aquarelliste écossais.
Il est connu pour ses gravures d'après J. M. W. Turner et Clarkson Stanfield.

## Biographie
Miller entre comme apprenti chez William Archibald en 1814. La même année, il publie sa première gravure représentant un pommier. Cette gravure paraît dans le premier volume de la Société calédonienne d'horticulture (Caledonian Horticultural Society). Après avoir passé quatre ans chez William Archibald, il s'installe à son propre compte. À la fin de l'année 1819 il s'installe à Londres, dans le quartier de Hackney pour se perfectionner dans l'atelier de George Cooke. La prime payée pour les 18 mois qu'il passe avec Cooke est de 240 £. Au nombre de ses compagnons d'apprentissage chez Cooke, figure notamment William Shotter Boys.

## Œuvres
Lors de son apprentissage avec Cooke, Miller dessine une série de plantes de la pépinière voisine de Loddiges. Ces dessins sont gravés par Cooke et publiés par ce dernier dans les volumes v à vii des Loddiges Botanical Cabinet, London, J. and A. Arch, 1820 - 1822.
Il réalise de nombreuses gravures d'après plusieurs peintres, et en particulier J. M. W. Turner : Portsmouth, Clovelly Bay et Comb Martin pour An Antiquarian Tour Round the South Coast, J and A Arch, 1826 ; Bass Rock pour Scott's Provincial Antiquities of Scotland, 1826 et sept planches — Straits of Dover, Great Yarmouth, Stamford, Windsor Castle, Chatham, Carew Castle et Durham Cathedral pour Picturesque Views in England and Wales, London, Longman and Co, 1838.
Il s'inspire également de Clarkson Stanfield avec notamment Vietri, publiée dans The Art Journal en 1859.